# Открытый чемпионат Тайваня по теннису среди женщин
Открытый чемпионат Тайваня по теннису среди женщин (англ. Taiwan Open) — женский профессиональный международный теннисный турнир, проводившийся под эгидой WTA в 1986-89, в 1992-94 и в 2016-18 годах. За исключением 2016 года турнир проходил в Тайбэе (Тайвань) на хардовых кортах (в 2016 году он прошёл в Гаосюне). В 2016 году проводился на кортах Yangming Tennis Center, в 2017 году — на кортах Taipei Arena, с 2018 года — на кортах Taipei Heping Basketball Gymnasium. Турнир относился с 2016 года к международной серии WTA. Турнирная сетка основного одиночного турнира рассчитана на 32 участницы (предоставляется 3 wild card, 4 теннисистки выходят в основную сетку из квалификации), парного турнира — на 16 пар.

## Общая информация
Женский чемпионат Тайваня появился в календаре появился в календаре Virginia Slims Circuit накануне сезона-1986 в рамках расширения азиатской серии соревнований между US Open и Итоговым турниром. Дебютное соревнование прошло в зале на ковровом покрытии. Уже через год календарь был существенно реорганизован и тайбэйское соревнование было передвинуто на апрель. В 1988 году турнир получил категорию турниров WTA.
В 1989 году соревнование было переведено на открытую площадку, а теннисисткам предложили сыграть на хардовом покрытии. Перемены не привели к положительному результату — высший женский тур вскоре покинул остров Тайвань.
Пауза, впрочем, не продлилась долго: уже накануне сезона-1992 китайским организаторам удалось заполучить себе лицензию турнира WTA, ранее принадлежавшую соревнованию в Санкт-Петербурге. Турнир вновь прошёл на открытой площадке с хардовым покрытием, титульным спонсором выступила компания Procter & Gamble. Призовой фонд соревнования вырос в два раза.
Новая жизнь турнира продлилась три сезона, после чего соревнование, потеряв титульного спонсора, вновь закрылось. WTA передала освободившуюся лицензию турниру в Загребе.
В 2016 году турнир вновь занял место в календаре WTA на три сезона (до 2018 года).

### Победители и финалисты
Турнир имеет достаточно большой лист победительниц: как правило ни одной теннисистке выигравший тайваньский приз, не удавалось затем повторить своё достижение. В XX веке единственными двукратными чемпионками турнира являются австралийка Энн Минтер и китаянка Ван Шитин (все четыре титула пришлись на одиночное соревнование). Уроженке Тайнаня побеждала на домашнем призе два года подряд. В парном разряде уже в XXI веке дважды подряд турнир выиграла местная пара Чжань Хаоцин и Чжань Юнжань.
Единожды финал Открытого чемпионата Тайваня представлял собой борьбу между двумя соотечественницами: Шон Стаффорд и Энн Гроссман боролись за титул как представительницы США.

## Финалы турниров
| Год                     | Призовые  | Чемпионка       | Финалистка        | Счёт финала    |
| ----------------------- | --------- | --------------- | ----------------- | -------------- |
| Тайбэй                  |           |                 |                   |                |
| 2018                    | 250 000 $ | Тимея Бабош     | Катерина Козлова  | 7-5 6-1        |
| 2017                    | 250 000 $ | Элина Свитолина | Пэн Шуай          | 6-3 6-2        |
| Гаосюн                  |           |                 |                   |                |
| 2016                    | 500 000 $ | Винус Уильямс   | Мисаки Дои        | 6-4 6-2        |
| 1995—2015 не проводился |           |                 |                   |                |
| Тайбэй                  |           |                 |                   |                |
| 1994                    | 100 000 $ | Ван Шитин (2)   | Кёко Нагацука     | 6-1 6-3        |
| 1993                    | 100 000 $ | Ван Шитин       | Линда Уилд        | 6-1 7-6(4)     |
| 1992                    | 100 000 $ | Шон Стаффорд    | Энн Гроссман      | 6-1 6-3        |
| 1990—1992 не проводился |           |                 |                   |                |
| Тайбэй                  |           |                 |                   |                |
| 1989                    | 50 000 $  | Энн Минтер (2)  | Камми Макгрегор   | 6-1 4-6 6-2    |
| 1988                    | 50 000 $  | Стефани Рехе    | Бренда Шульц      | 6-4 6-4        |
| 1987                    | 50 000 $  | Энн Минтер      | Клаудиа Порвик    | 6-4 6-1        |
| 1986                    | 50 000 $  | Патрисия Хай    | Адриана Виллагран | 6-7(6) 6-2 6-3 |

### Парные турниры
| Год  | Чемпионки                         | Финалистки                        | Счёт финала    |
| ---- | --------------------------------- | --------------------------------- | -------------- |
| 2018 | Дуань Инъин Ван Яфань             | Нао Хибино Оксана Калашникова     | 7-6(4), 7-6(5) |
| 2017 | Чжань Хаоцин (2) Чжань Юнжань (2) | Луция Градецкая Катерина Синякова | 6-4 6-2        |
| 2016 | Чжань Хаоцин Чжань Юнжань         | Эри Ходзуми Мию Като              | 6-4 6-3        |
| 1994 | Мишель Джаггерд-Лей Рене Симпсон  | Нанси Фебер Александра Фусаи      | 6-0 7-6(10)    |
| 1993 | Яюк Басуки Нана Мияги             | Джо-Энн Фолл Кристин Канс         | 6-4 6-2        |
| 1992 | Джо-Энн Фолл Джулия Ричардсон     | Аманда Кётцер Камми Макгрегор     | 3-6 6-3 6-2    |
| 1989 | Мария Линдстрём Хитер Лудлофф     | Сесилия Дальман Нана Мияги        | 4-6 7-5 6-3    |
| 1988 | Патти Фендик Энн Хенрикссон       | Белинда Кордуэлл Джулия Ричардсон | 6-2 2-6 6-2    |
| 1987 | Камми Макгрегор Синтия Макгрегор  | Сэнди Коллинз Шэрон Уолш          | 7-6(8) 5-7 6-4 |
| 1986 | Леа Антонополис Барбара Геркен    | Джиджи Фернандес Сьюзан Лео       | 6-1 6-2        |